# Antonio McKay

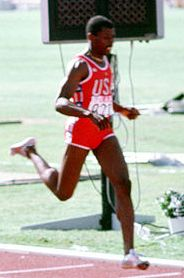
Antonio McKay 1984

Antonio McKay  (Antonio Ricardo McKay; * 9. Februar 1964 in Atlanta, Georgia) ist ein ehemaliger US-amerikanischer Sprinter. Der Spezialist für den 400-Meter-Lauf gewann zweimal olympisches Gold mit der 4-mal-400-Meter-Staffel.

## Leben
Nachdem er 1984 die US-Ausscheidungskämpfe gewonnen hatte, war er auch bei den Olympischen Spielen in Los Angeles überaus erfolgreich: Als Schlussläufer in der 4-mal-400-Meter-Staffel sicherte er dem US-Team zusammen mit Sunder Nix, Ray Armstead und Alonzo Babers die Goldmedaille, und im Einzelrennen errang er Bronze in 44,71 s hinter seinem Landsmann Alonzo Babers (44,27 s) und Gabriel Tiacoh von der Elfenbeinküste (44,54 s).
Sein zweites Staffelgold gewann er drei Jahre später bei den Weltmeisterschaften 1987 in Rom (in der Besetzung Danny Everett, Roddie Haley, McKay und Harry Reynolds). Als Einzelläufer war er dort nicht am Start.
Ein Jahr zuvor, bei den 1986 in Moskau erstmals ausgetragenen Goodwill Games, war er über 400 Meter siegreich und gewann damit seine erste Goldmedaille in einem Einzelrennen. Es folgten zwei weitere bei den Hallenweltmeisterschaften 1987 in Indianapolis und 1989 in Budapest.
Auch auf nationaler Ebene war er vor allem in der Halle erfolgreich: Er siegte 1987, 1988, 1989 und noch einmal 1993. Bei Freiluftmeisterschaften konnte er außer einem Sieg bei den Hochschulmeisterschaften 1984 – McKay startete für die Georgia Tech – keinen Titel gewinnen: 1986 wurde er Sechster und 1987 Dritter.
In der Halle lief er darüber hinaus einen Weltrekord über 400 Meter (45,79 s, 1984) und eine Weltbestzeit über 300 Meter (32,51 s, 1987). Bei den Olympischen Spielen 1988 in Seoul gewann er in der Staffel eine weitere Goldmedaille. Allerdings wurde er nur in den Vorläufen eingesetzt; das Finale bestritten Danny Everett, Steve Lewis, Kevin Robinzine und Harry Reynolds.
1990 wurde bei einem Dopingtest Phenylpropanolamin bei McKay gefunden, woraufhin er für drei Monate gesperrt wurde. In der Berufung wurde die Sperre mit der Begründung aufgehoben, dass sein Arzt ihm ein Grippemedikament verschrieben hätte, ohne zu wissen, dass es die Substanz enthielt. Sein letzter internationaler Staffelerfolg war die Silbermedaille bei den Hallenweltmeisterschaften 1991 in Sevilla.
Antonio McKay ist 1,80 m groß und wog in seiner aktiven Zeit 76 kg. Er ist heute an einer privaten High School in Atlanta als Trainer tätig und wurde 1999 in die Georgia Sports Hall of Fame aufgenommen.

## Persönliche Bestzeiten
- 400 m: 44,69 s, 13. August 1986, Zürich
  - Halle: 45,59 s, 5. März 1989, Budapest